# Standseilbahn Odessa

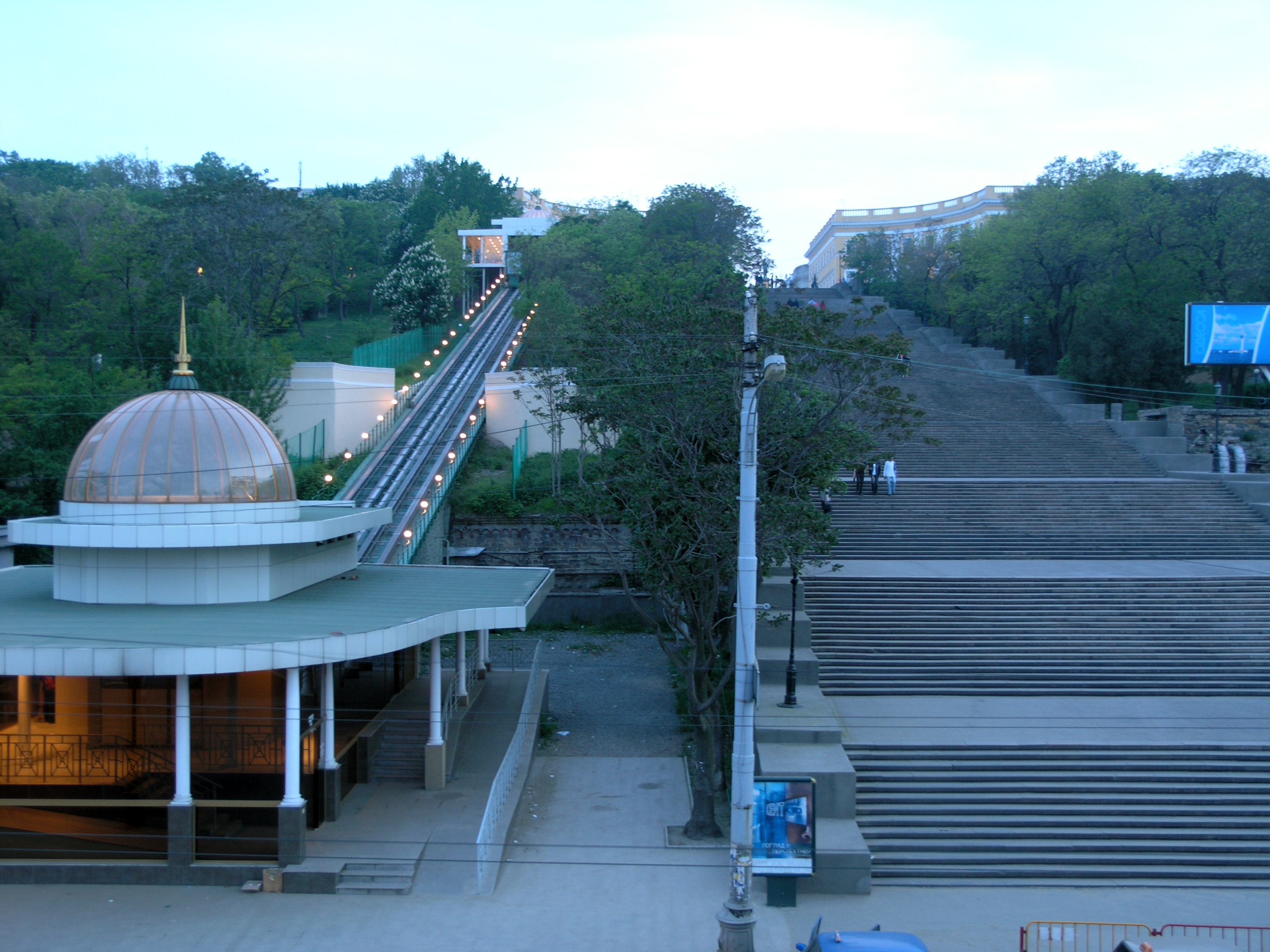
Talstation der Standseilbahn Odessa an der Potemkinschen Treppe

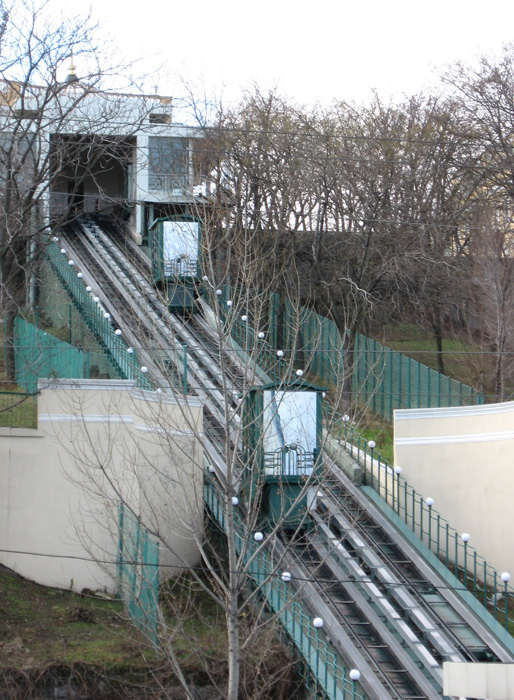
Standseilbahn Odessa

Die Standseilbahn Odessa (ukrainisch Одеський фунікулер, russisch Одесский фуникулёр) ist ein schienengebundenes Verkehrsmittel in der ukrainischen Stadt Odessa. Sie verläuft neben dem Wahrzeichen der Stadt, der Potemkinschen Treppe, und überwindet den Höhenunterschied zwischen dem Hafen und dem Zentrum der Stadt.
Die Seilbahn hat eine Spurbreite von 1000 mm und ist nach dem Prinzip eines Schrägaufzugs gebaut. Die Fahrzeit der 120 Meter langen, elektrisch betriebenen Bahn, deren Kabinen unabhängig voneinander auf separaten Spuren fahren, beträgt zwei Minuten.

## Geschichte
Die Geschichte der Standseilbahn Odessa begann 1841 mit der Eröffnung der Potemkinschen Treppe. Die Standseilbahn selbst wurde vom Ingenieur N. I. Pyatnitsky entworfen und am 8. Juni 1902 eröffnet. Sie war mit zwei aus Paris stammenden Passagierkabinen à 35 Personen ausgestattet. Nachdem sie 1969 durch Rolltreppen ersetzt wurde, die 1997 geschlossen werden mussten, beschloss die Stadt 1998, die Standseilbahn wiederherzustellen. Die Bauarbeiten begannen im selben Jahr, verzögerten sich jedoch und endeten erst 2005. Am 2. September 2005 wurde die Seilbahn wieder eröffnet.